# Juillet 1865

## Événements
- France : Faidherbe n'est plus gouverneur du Sénégal.
- États-Unis : bataille de Platte Bridge en réponse au massacre de Sand Creek.

- 5 juillet : William Booth crée l'Armée du salut au Royaume-Uni.

- 11 juillet : l'Espagne reconnaît définitivement l'indépendance de la République dominicaine, qu'elle avait annexée en 1861.

- 12 juillet, France : première loi sur les chemins de fer d'intérêt local.

- 14 juillet : sénatus-consulte laissant « le libre choix de la citoyenneté française aux Algériens tout en leur assurant sans condition les droits civils des Français ». Ce texte est considéré comme le plus libéral de la législation coloniale française. Les Juifs d’Algérie peuvent obtenir leur naturalisation française s’ils la demandent.

- 19 - 30 juillet : siège de Pipiriki en Nouvelle-Zélande.

- 20 - 21 juillet : bataille de Weraroa Pa pendant la seconde guerre Taranaki en Nouvelle-Zélande (campagnes sur la côte occidentale, 1865-1866).

- 24 juillet, France : ouverture de la ligne Serquigny - Oissel (Compagnie des chemins de fer de l'Ouest).

## Naissances
- 14 juillet : Georges Jules Moteley, peintre français († 23 avril 1923).
- 15 juillet : Enrico Lionne, peintre et illustrateur italien († 6 juin 1921).
- 17 juillet : Hermann Groeber, peintre allemand († 24 juin 1935).
- 19 juillet : Georges Friedel, physicien et minéralogiste français († 11 décembre 1933).
- 22 juillet : Stanislas Ignace Fabijański, peintre et illustrateur polonais († 13 février 1947).
- 25 juillet :
  - Émile De Beukelaer, coureur cycliste belge († 23 janvier 1922).
  - Ludwig Dettmann, peintre allemand († 19 novembre 1944).

## Décès
- 27 juillet : Augustin-Norbert Morin, premier ministre du Canada-Uni.
- 30 juillet : Étienne-Paschal Taché, premier ministre du Canada-Uni.